# Viliam Schrojf
Viliam Schrojf, född 2 augusti 1931 i Prag, Tjeckoslovakien (idag Tjeckien), död 1 september 2007 i Bratislava, Slovakien, var en tjeckoslovakisk fotbollsmålvakt.

## Biografi
Mellan 1953 och 1965 spelade Schrojf 39 landskamper för det tjeckoslovakiska landslaget. Han deltog i fotbolls-VM i Schweiz 1954, i Sverige 1958 och i Chile 1962, där Tjeckoslovakien tog sig till final men förlorade mot Brasilien, och där Schrojf blev framröstad till den bäste målvakten.
På klubbnivå spelade Schrojf huvudsakligen för Slovan Bratislava.